# Idila (film)
Idila  (cunoscut și ca 	Idyll sau Killbillies) este un film sloven de groază, de acțiune și thriller din 2015 scris și regizat de Tomaž Gorkič (debut regizoral) și produs de Zoran Dževerdanović. Este primul film artistic sloven creat în genul horror. A avut premiera mondială la 16 mai 2015 la Festivalul Internațional de Film de la Cannes și la 15 iulie 2015 în Slovenia, la Festivalul de film fantastic și de vin de la Grossman (în slovenă Grossmannov festival filma in vina). În România a avut premiera la 9 octombrie 2015 la Dracula Film Festival din Brașov. Filmul a avut un buget de 380 000 de euro. În rolurile principale au interpretat actorii Nina Ivanisin, Lotos Sparovec, Nika Rozman și Sebastian Cavazza.
Filmul a fost produs de Blade Production în colaborare cu Centrul Sloven de Film, Strup Production, 666 Productions și NuFrame. Muzica  filmului a fost scrisă de Nejc Saje. Cea mai mare parte a filmului a fost filmată la Jezersko și câteva scene în regiunea Posočje din nord-vestul Sloveniei de-a lungul râului Soča.

## Prezentare
După o noapte tumultuoasă și furtunoasă, foto-modelul amator Zina (Nina Ivanisin) se îndreaptă spre o ședință foto în natură, însoțită de ambițioasa Mia (Nika Rozman), apatica Dragica (Manca Ogorevc) și fotograful snob Blitcz (Sebastian Cavazza). Pe drumul se întâlnesc cu niște localnici ciudați desfigurați, dar nu le acordă mare atenție. Pe o luncă idilică pe care au ales-o ca locul ședinței foto, ei sunt atacați violent de presupușii săi proprietari Francl (Lotos Sparovec) și Vintlr (Jurij Drevensek). Astfel, totul se transformă într-o luptă acerbă pentru supraviețuire ... Începe astfel o confruntare îngrozitoare între mediul rural și cel urban. În povestea principală a filmului există câteva teme problematice de poziționare pe care le întâmpină astăzi societatea modernă slovenă și  în general toată societatea. Este o reflectare întunecată a lumii în care trăim.

## Distribuție
- Nina Ivanisin ca Zina, model foto amator
- Sebastian Cavazza ca Blitcz, fotograf de modă
- Lotos Vincenc Spparovec ca Franc, primul om deformat
- Yuri Drevenshek ca Vintrl, al doilea om deformat
- Nika Rozman ca Mia
- Manca Ogorevc ca Dragica
- Damjana Černe ca Enooka
- Damir Leventic ca Renc

## Producție
Filmul a fost produs de Blade Production în colaborare cu Centrul Sloven de Film, Strup Production, 666 Productions și NuFrame. Cea mai mare parte a filmului a fost filmată la Jezersko și câteva scene în regiunea Posočje din nord-vestul Sloveniei de-a lungul râului Soča. Bugetul filmului s-a ridicat la aproximativ 380.000 de euro, dintre care 220.000 de euro au fost contribuția Centrului Sloven de Film. Întregul film a fost turnat în doar 19 zile.

## Premii
La Festivalul Filmului Sloven, Idila a primit Premiul Vesna pentru cel mai bun lungmetraj precum și premii pentru cele mai bune roluri secundare (Nika Rožman și George Drevenšek) și cea mai bună scenografie (Gregor Nartnik).

## Legături externe
- Site-ul oficial
- Idila la Internet Movie Database
- Idila la  Centrul Sloven de Film (film-center.si)

## Vezi și
- Listă de filme slovene
- Listă de filme de groază din 2015